# Hurrikan Adrian (2005)
Hurrikan Adrian war ein tropischer Wirbelsturm, der sich am 17. Mai 2005 bildete. Es handelte sich dabei um den ersten Sturm der pazifischen Hurrikansaison 2005, der sich bereits zwei Tage nach dem offiziellen Beginn der Saison bildete. Der Sturm hatte eine ungewöhnliche Zugbahn und erreichte das Festland in Honduras an der Küste des Golf von Fonseca in der Stärke eines tropischen Tiefdruckgebietes, das sich dann schnell abschwächte und über dem Festland von Honduras am 20. Mai auflöste.

## Sturmverlauf

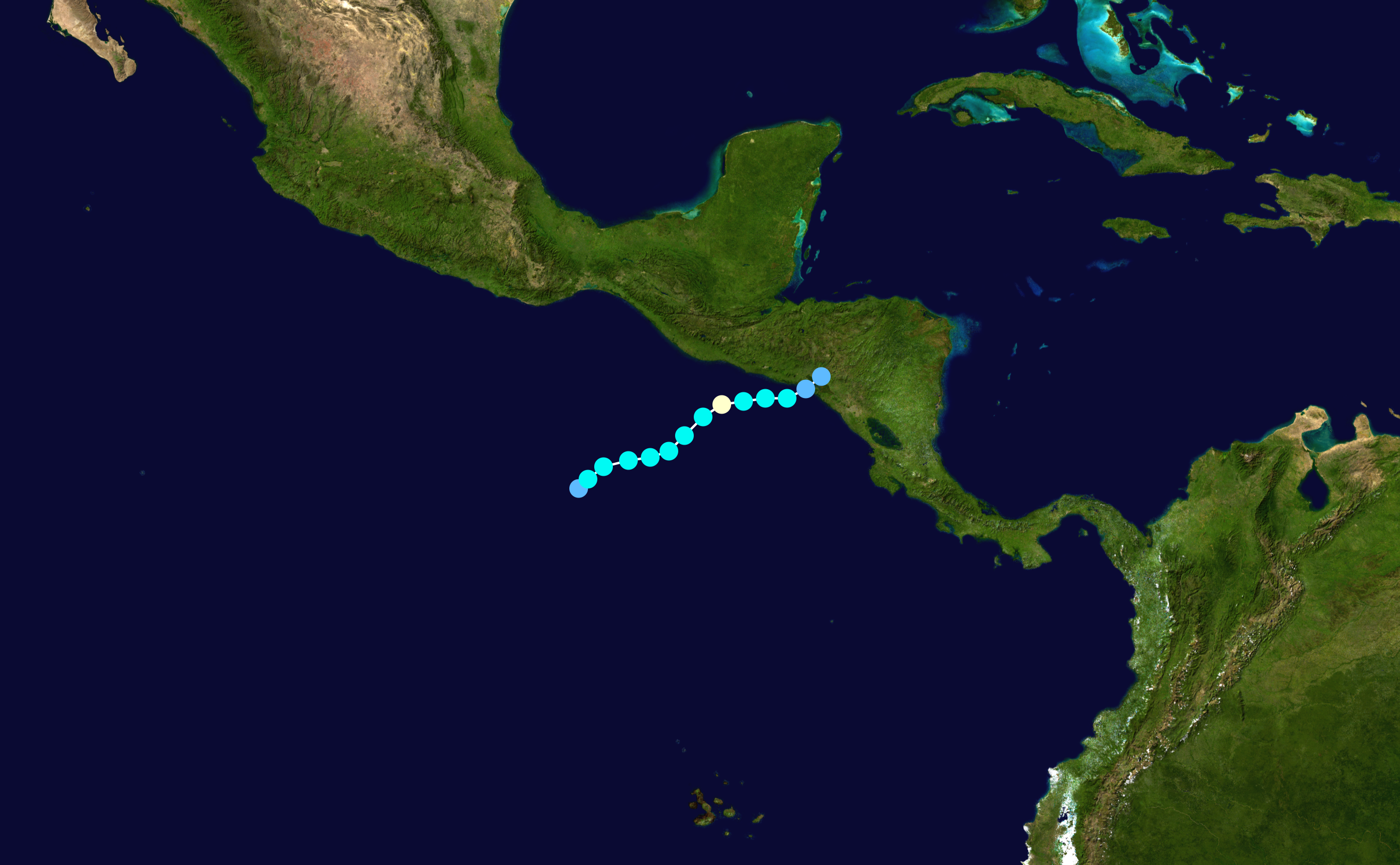
Zugbahn von Hurrikan Adrian

Eine schwache tropische Störung wanderte vom 11. bis 13. Mai westwärts über Südamerika und überquerte Mittelamerika am 15. Mai. Das System begann erst mit der Organisierung seiner Struktur, als es das Gebiet erreicht, in welchem es sich zum tropischen Tiefdruckgebiet entwickelte. Am 17. Mai erfolgte die Klassifizierung zum Tropischen Tiefdruckgebiet Eins-E, als das Zentrum etwa 710 km westsüdwestlich von El Salvador lag. Es begann nach Nordosten zu ziehen, auf die Hauptstadt San Salvador zu. Am darauffolgenden Tag erreichte das Tief die Stärke eines tropischen Sturmes und erhielt daraufhin den ersten Namen auf der Liste für diese Saison, Adrian.
Adrian fuhr mit der Intensivierung fort, bis er am Morgen des 19. Mai für eine kurze Zeit die Stärke eines Hurrikans erreichte, dessen Windgeschwindigkeit 130 km/h betrug und dessen minimaler Luftdruck auf 982 mbar absank. In operationeller Hinsicht behielt Adrian Hurrikanstärke bei und traf El Salvador als leichter Hurrikan. Die Nachanalysen ergaben jedoch, dass sich das System vor dem Erreichen des Landes rapide abgeschwächt hatte und bereits vor der Küstenlinie zu einem tropischen Tiefdruckgebiet mit Windgeschwindigkeiten von 50 km/h abgefallen war. Über Land setzte sich die Auflösung schnell fort.
Nach Angaben von El Salvadors nationaler Behörde für territoriale Studien traf Adrian bei Acajutla, etwa 55 km westlich der Hauptstadt San Salvador, auf die Küste. Die US-amerikanischen Meteorologen sahen in ihrer Vorhersage das Erreichen des Festlandes näher bei Puerto la Libertad, die monatliche Tropenwetterzusammenfassung des National Hurricane Centers für den Mai 2005 gibt den offiziellen Ort, an welchem Adrian das Festland erreichte, in Honduras an. Demnach hat das schlecht definierte Zentrum des Sturmes, der sich vor dem Erreichen des Landes wesentlich abschwächte und eine Wendung nach Osten machte, nicht die Küstenlinie El Salvadors überquert.

### Ungewöhnliche Zugbahn
Die nordostwärts gerichtete Zugbahn dieses Sturmes war äußerst ungewöhnlich. Seit 1966 wurden nur vier tropische Systeme, die auf die Westküste von Guatemala oder El Salvador trafen, aufgezeichnet und keines an der nur kurzen pazifischen Küstenlinie des Staates Honduras. Das einzige benannte tropische System davon war am 7. Juni 1997 der Tropische Sturm Andres in der Nähe von San Salvador. Unter Berücksichtigung der Zugbahn wäre es möglich gewesen, dass der Sturm über die Landfläche Mittelamerikas hinweg in das Becken der Karibischen See gelangte und dort als erster benannter Sturm der atlantischen Hurrikansaison den Namen Arlene erhalten hätte. Eine Stellungnahme des NHC diskutierte diese Problematik und stellte fest, dass das System den Namen Adrian behalten hätte, falls es nicht die Minimalstärke eines tropischen Sturmes beim Übertritt vom pazifischen ins atlantische Becken eingebüßt hätte. Dies wäre allerdings eine Umkehrung des Präzedenzfalles aus dem Jahre 1988 gewesen, als Hurrikan Joan vom atlantischen ins pazifische Becken gelangt und den neuen Namen Miriam erhielt. Ebenfalls außergewöhnlich war die Bildung eines Hurrikans im Mai, was durchschnittlich nur alle vier Jahre einmal geschieht.

## Vorbereitungen
Die Behörden in El Salvador begannen mit Evakuierungen und schlossen öffentliche Einrichtung zur Vorbereitung auf den Sturm. Zwischen 14.000 und 20.000 Menschen wurden aufgefordert, ihre Häuser zu verlassen und sich auf höherliegendes Gebiet zu begeben. Die Regierung und die Einwohner waren sich der Schäden bewusst, die andere Hurrikane in der Region hinterlassen hatten, insbesondere die 9000 Todesopfer durch Hurrikan Mitch im Jahre 1998.
Der Präsident von El Salvador Antonio Saca wandte mit einer Ansprach am 19. Mai in Rundfunk und Fernsehen an die Öffentlichkeit und stellte fest, dass es für die El Salvadorer am wichtigsten ist, Ruhe zu bewahren und gewissenhaft zu sein.

## Auswirkungen
In El Salvador wurde ein einziges Opfer gemeldet. Ein Militärpilot war mit seinem Flugzeug während des Sturmes verunglückt. Ob dieser Flugunfall eine direkte oder indirekte Folge des Sturmes ist, wurde nicht bekannt. Es wurde nur über kleinere Schäden berichtet, die sich auf umgestürzte Bäume und Stromausfälle beschränkten. In den Medien wurde allerdings auch von leichten Gebäudeschäden berichtet. In etwa zwei Dritteln von El Salvador fiel Regen, dessen Menge durchschnittlich etwa 100 mm betrug, wobei im Bergland bis zu 400 mm Niederschlag fielen. Durch diese Regenfälle wurden Überschwemmungen ausgelöst, die Erdrutsche verursachten und Straßen wegspülte.
Nach Medienberichten traten in Honduras verbreitet kleinere Gebäudeschäden auf. Ausgedehnte Regenfälle mit Überschwemmungen unterspülten zahlreiche Straßen und verursachten Erdrutsche.
Mindestens zwei Personen wurden in der Ortschaft Caxaque im guatemaltekischen Department San Marcos getötet, nachdem die schweren Regenfälle, die Adrians Ausläufer verursachten, ein Schlammlawine ausgelöst hatten. Überflutungen traten in verschiedenen Landesteilen auf, während in der Hauptstadt Guatemala-Stadt nur leichter Regen fiel.
Adrian verursachte durch Überflutungen ein direktes Opfer in Nicaragua. In verschiedenen Teilen des Landes kam es zu örtlich begrenzten Sturzfluten.
Aufgrund des minimalen Schadens wurde der Name Adrian nicht von der Liste der Namen tropischer Wirbelstürme gestrichen und wurde in der pazifischen Hurrikansaison 2011 wieder verwendet.